# Mołodiżne (obwód doniecki)
Mołodiżne (ukr. Молодіжне) – osiedle na Ukrainie, w obwodzie donieckim, w rejonie kalmiuskim, znajdujące się pod kontrolą nieuznawanej, zależnej od Rosji Donieckiej Republiki Ludowej. W 2001 liczyło 157 mieszkańców, spośród których 107 posługiwało się językiem ukraińskim, 46 rosyjskim, a 4 innym.
29 lipca 2022, podczas agresji na Ukrainę, na terenie miejscowości (media zazwyczaj wskazują jako miejsce sąsiednie osiedle typu miejskiego Ołeniwka) siły rosyjskie dokonały masakry 53 ukraińskich jeńców wojennych.